# Иво Аръков
Иво Максимов Аръков е български актьор.

## Биография
Роден е на 27 септември 1988 г. в гр. Белослав. В периода 1995 – 2007 г. учи в СОУ „Св. св. Кирил и Методий“, гр. Белослав. На 13 години заминава заради работата на баща си в Ростов на Дон, Русия. Когато се връща в Белослав, започва да посещава детско-юношеския театър „Златното ключе“ във Варна и репетира 2 години в трупата. По онова време започва да се занимава с музикално продуциране, ходи на солфеж и на частни уроци в местното читалище. С компютърна програма прави свои песни, към които пише и текстове.
През 2011 г. завършва НАТФИЗ „Кръстьо Сарафов“ в класа на проф. д-р Атанас Атанасов със специалност „Актьорско майсторство за драматичен театър“.
Става популярен след участието си във филма „Кецове“ на режисьорите Валери Йорданов и Иван Владимиров.
Участва в сериала „Фамилията“, където играе 10 години по-възрастния Антон Велев-Тони – съпруг на Лора, мениджър и собственик на футболен клуб, момчето за мокри поръчки на Борис.
Играе в редица театрални представления, сред които е и „Козата, или коя е Силвия“ на Едуард Олби, под режисурата на Явор Гърдев.
Играе в продължението на „300“ на „Уорнър брос“ и „Рота Герои“, заради които в България пристигат Вини Джоунс и Том Сийзмор.
През 2014 г. участва в шестия сезон на „VIP Brother“ – ВИП Брадър: Образцов дом. От 2016 до 2022 г. е водещ на уикенд токшоуто „Мармалад“ с Радост Драганова, а през 2022 и 2023 г. води рубриката Топ 10 – класация за известни хора и събития в предаването „Животът по действителен случай“.
През 2024 г. участва в 12-ия сезон на предаването „Като две капки вода“.
През 2025 г. е част от звездния отбор на „Hell's Kitchen“. През лятото на същата година е водещ на готварското предаване „Муха в супата“ в тандем с Иван Манчев.

## Филми и сериали
- Номер 1 (2011) – Костюмара
- „Кецове“ (2011) – Малкия
- „Кантора Митрани“ (2012) – (12 серии) – Антон Димитров, брат на Невена, актьор (в 2 серии: II и VIII)
- „Рота Герои“ (2013)
- „Четвърта власт“ (2013 – 2014) – Любомир Косев
- „Фамилията“ (2013 – 2014) – Антон Велев-Тони
- „Секс академия - мъже“ (2017) – Жан
- „Скъпи наследници“ (2018) – Калин
- „Ирония на съдбата“ (2019) – Иван Сокуров-руски мафиот
- „Съни бийч“ (2020 – 2022) – Младен
- „Белези“ (2021) – Никола
- „Бодигард на убийцата“ (2021) – войник

## Дублажи
- „Героичната шесторка“ (2014) – Тадаши
- „Смърфовете: Забравеното селце“ (2017) – Здравенякът